# Žlutá tvář
Žlutá tvář je jedna z 56 krátkých detektivních povídek o Sherlocku Holmesovi, kterou napsal Sir Arthur Conan Doyle. Poprvé byla vydána v únoru roku 1893 v časopisu The Strand Magazine pod názvem The Adventure of the Yellow Face. Je druhou z jedenácti povídek vydaných knižně v souboru Vzpomínky na Sherlocka Holmese (anglicky The Memoirs of Sherlock Holmes).
Vyznačuje se tím, že se zde Holmesova dedukce ukáže jako mylná a nevede k objasnění případu, ten je rozřešen jinak.

## Děj
Ačkoliv to Holmes nemá ve zvyku, jednoho dne si v důsledku nedostatku případů vyjde s Watsonem do parku. Když se oba vrátí do Baker Street, je jim oznámeno, že se zde stavil nějaký muž. Zanechal zde dýmku, na které Holmes předvede své dedukční schopnosti. Záhy se majitel dýmky vrátí, aby jim vylíčil svůj příběh. 
Muž se jmenuje Grant Munro a je už několik let šťastně oženěn s Effie, se kterou žije v malé vesničce Norbury. V poslední době mu ale přijde, že se jeho manželka chová divně a skrývá před ním nějaké tajemství. Effie je vdova, její muž a dcera zemřeli v Americe na žlutou zimnici a ona se po té tragédii rozhodla vrátit do Anglie a začít nový život. Po svatbě s Munroem na něj nechala přepsat veškerý svůj majetek. Asi před měsícem ho ale požádala, zda by jí z něj nedal 100 liber na nepojmenovaný výdaj, vyhověl jí.
Naproti sídlu Munroů se nachází vilka, která je už dlouho bez nájemníka. Grant Munro kolem ní rád chodí na procházky a jednoho dne si všiml, že se do ní právě někdo stěhuje. Při pohledu do okna spatřil žlutý, až nelidsky tvarovaný obličej. Chtěl se o tom dozvědět více, ale dveře vilky mu otevřela velice nepříjemná žena, a tak odešel s nepořízenou. Toho večera se probudil a spatřil svou ženu, jak opatrně odchází pryč, rozhodl se počkat, než se vrátí. Žena mu odmítla vypovědět, kde byla.

Během jedné ze svých procházek zahlédl Munro svoji ženu vycházet z oné vilky. Byl rozhodnut vtrhnout dovnitř, ale žena mu to nakonec rozmluvila a slíbila, že už se to nebude opakovat. Když se o pár dní později vrátil Munroe z Londýna dřívějším vlakem, Effie byla opět ve vilce. Munro vtrhl dovnitř a v pěkně zařízeném pokoji našel její zarámovanou fotografii. Značně rozrušen se rozhodl obrátit na Sherlocka Holmese.

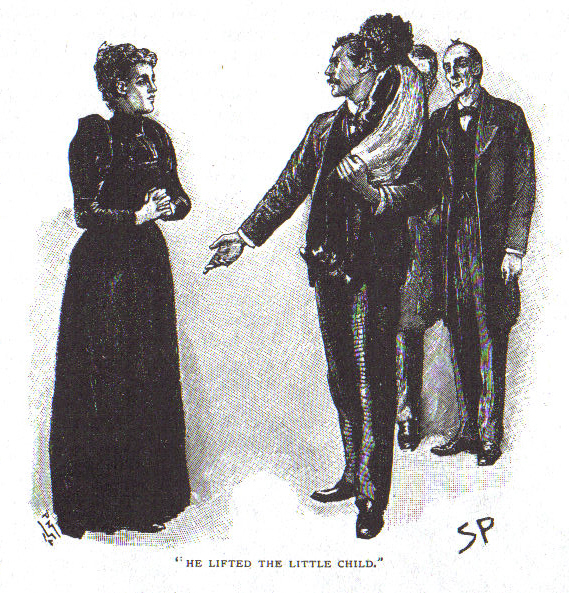
Munro nadzvedá dívku. (1893, Sidney Paget, The Strand Magazine)

Jedna z teorií Sherlocka Holmese zní, že ve vilce se skrývá Effiin bývalý manžel, který se ji nyní rozhodl vydírat. Společně s Watsonem a Munroem se vydá do vilky. Nachází zde Effie a skrčenou malou postavu se žlutým obličejem. Holmes sundá žlutou masku a spatří tvář malé černošské holčičky. Effie manželovi vysvětlí, že její muž v Americe skutečně zemřel, ale její dcera Lucy – která zdědila z většinové části rysy po otci – ne. Byla však příliš nemocná, než aby si ji Effie dovolila převážet do Anglie. Masku nosila, aby se po sousedství neroznášely řeči. Watson je Munroovou vřelou reakcí dojat a manželé se i s dívkou vrací domů.
Toho večera se obrací Holmes na Watsona:
| „ | ...až budete mít někdy dojem, že poněkud přeceňuji své schopnosti nebo že na některý případ vynakládám menší úsilí, než si zaslouží, zašeptejte mi laskavě do ouška ,Norbury’! Budu vám neskonale vděčný. | “ |